# مطار رين بروتون
مطار رين بروتون هو مطار دولي فرنسي يقع في مدينة سان جاك دي لا لاند جنوب غرب رين.